# Der Unfall (1968)
Der Unfall ist ein deutscher Fernsehfilm aus dem Jahr 1968. Er ist ein Kriminalfilm über ein Gewaltverbrechen an einem spanischen Gastarbeiter und zugleich eine Milieustudie über die Lebensverhältnisse der Gastarbeiter in der frühen Bundesrepublik.

## Handlung
Der spanische Gastarbeiter Abel wird in Köln schwer verletzt in einer Baugrube gegenüber der Kneipe Colonia gefunden. Da er trotz des weichen Bodens in der Grube schwere Kopfverletzungen aufweist, geht die Polizei von einem Verbrechen aus. Am nächsten Tag kommt Abels Bruder Paco aus Spanien mit dem Zug an. Er spricht kein Wort Deutsch und es fällt ihm schwer, sich zurechtzufinden. Im Arbeiterwohnheim der Fabrik, in der Abel arbeitet, ist dieser aber nicht aufzufinden. Die Männer wohnen dort sehr beengt in Vierbettzimmern unter dem strengen Regiment eines Heimleiters. Paco findet heraus, dass sein Bruder sich in dem Heim unwohl fühlte und sich eine kleine Dachkammer in einem Wohnhaus mietete. Von der Vermieterin Frau Neutze erfährt er nun von Abels Verletzung und besucht ihn im Krankenhaus, dieser ist jedoch nicht ansprechbar.
Paco übernimmt vertretungsweise die Stelle seines Bruders in der Fabrik, obwohl er sich mit der Arbeit an Maschinen nicht auskennt. Da ein türkischer Arbeiter wegen des strengen Fastens während des Ramadan erkrankt, wird für ihn auch ein Bett im Arbeiterwohnheim frei.
Bei der einheimischen Bevölkerung stößt Paco teils auf Ablehnung, etwa bei dem Heimleiter oder bei seinen deutschen Arbeitskollegen Walter, Hansi und Jürgen, aber auch auf Hilfsbereitschaft, zum Beispiel bei Frau Neutze oder bei einer Frau in der Straßenbahn, die ihm mit Kleingeld für eine Fahrkarte aushilft. In den Dialogen der Einheimischen werden immer wieder bestimmte fremdenfeindliche Stereotype reproduziert.
In Abels Zimmer findet Paco ein Foto, das Abel mit seinem spanischen Kollegen Luis und einem deutschen Mädchen zeigt. Indessen hört die Polizei sich bei Abels Arbeitskollegen sowie im Colonia und in anderen von Gastarbeitern besuchten Kneipen um, kann aber wegen der Verschwiegenheit der meisten Leute keine brauchbare Spur finden. Walter sagt aus, die Freundschaft Abels zu Luis sei in letzter Zeit deutlich abgekühlt, er vermutet Luis als den Täter. Dieser flieht vor der Polizei und macht sich dadurch noch mehr verdächtig.
Ein Verein zur Förderung der Integration von Gastarbeitern veranstaltet einen Tanzabend. Einer der Gäste ist Walter, der gerade entlassen wurde und die Gastarbeiter dafür verantwortlich macht. An diesem Abend wird zudem deutlich, dass neben der Konkurrenz um Arbeitsplätze auch die Konkurrenz um die anwesenden jungen Frauen Stoff für Konflikte zwischen Einheimischen und Gastarbeitern bietet. Luis taucht bei dem Tanzabend auf, wird von der Polizei festgenommen und verhört. Er gibt zu, Streit mit Abel gehabt zu haben, weil sich beide um die 17-jährige Inge bemüht haben. Er schwört aber, am Abend der Tat nicht im Colonia, sondern im Kino gewesen zu sein.
Nach einigen Tagen stirbt Abel im Krankenhaus. Paco erscheint betrunken im Colonia, und Walter versucht ihn zu provozieren. Die Haltung gegenüber den Gastarbeitern und gegenüber dem Tod von Abel führt zu einem Streit, der in einer Schlägerei vor der Kneipe ausartet – direkt vor der Baugrube, in die Abel gestürzt ist. Paco steht am Rand der Grube, die nun durch einen Zaun gesichert ist, Walter hebt einen Stein auf und wird von anderen am Wurf gehindert. Hier endet der Film, ohne dass klar wird, wie genau der Kampf ausgeht und wie genau es zum Tod von Abel kam.

## Stil
Der Film wurde an Originalschauplätzen in Köln gedreht. Viele der Gastarbeiter werden von italienischen, griechischen und spanischen Laiendarstellern gespielt, die in ihren Muttersprachen sprechen, sodass für das deutsche Publikum nicht jeder Dialog verständlich wird. Dadurch vermittelt der Film stellenweise den Eindruck eines Dokumentarfilms.

## Produktion
Der Unfall ist eine Produktion des WDR und wurde am 7. November 1968 zum ersten Mal ausgestrahlt. Auf DVD erschien er 2013 bei Pidax Film.

## Rezeption
Der Film wird allgemein positiv besprochen, wobei besonders die Authentizität und der kritische Blick auf die bundesdeutsche Gesellschaft der Zeit hervorgehoben werden:

„Beklemmende Szenen, von ausländischen Laienspielern lebensecht nachgestellt, werden in diesem Fernsehspiel zur sozialen Anklage. Peter Beauvais' realistische Regie erfasste auch das kleinste Detail. Kompromissloser Verismus wie in de Sicas Nachkriegskino. Bittere Bilanz: Die Gastarbeiter, einst Fremdarbeiter geheißen, sind Fremde geblieben.“

„Peter Beauvais [...] ist es gelungen, ein überaus realitätsnahes Bild der Situation ausländischer Gastarbeiter in der BRD der 1960er zu schaffen. [...] Eine interessante Milieustudie, viel mehr Sozialdrama als Krimi.“

„Authentizität vermitteln die Besetzung der meisten Rollen mit (ausländischen) Laiendarstellern sowie der Umstand, dass an realen Plätzen und Einrichtungen in Köln gedreht wurde.“

„Beauvais’ Film changiert zwischen humorvoller Leichtigkeit und betroffen machender Schwere.“